# Раймонд V де Бо
Раймонд V де Бо (фр. Raymond V des Baux, ум. 10 февраля 1393, Авиньон) — принц Оранский с 1340. Последний принц Оранский из дома де Бо.
Сын Раймонда IV де Бо, принца Оранского, и Анны Вьеннской (де ла Тур дю Пен).

## Биография
В начале правления находился под опекой матери. Женился на Констанции, дочери виконта де Таллара, а в 1358 на Жанне, дочери графа Амедея III Женевского и сестре авиньонского папы Климента VII.
Раймонд V весьма способствовал развитию образования в княжестве. По его просьбе папа Урбан V 31 января 1365 даровал привилегии школе Оранжа. В июне того же года добился от императора Карла IV, проезжавшего через Оранж, создания школы гражданского и канонического права, медицины, философии, логики и грамматики.
8 марта 1366 женил своего брата Бертрана, графа де Жигонда (ум. 1380), на Блонде, дочери Адемара сеньора де Гриньян, и дал ему в наследство города Оранж, Кондорсе и Пиль. В 1365—1370 княжество сотрясали распри между братьями и их кузиной Екатериной де Куртезон. Королева Джованна I несколько раз вмешивалась, чтобы навести порядок. Когда беспорядки, наконец, закончились, Джованна в сентябре 1370 предоставила Раймонду V право чеканить монету из золота, серебра и бронзы.
В 1382, когда Джованна была схвачена в Неаполе Карлом III Дураццо, Раймонд V встал на её сторону и обязался приложить все силы для её освобождения. В награду Луи I Анжуйский, приемный сын королевы, пообещал дать ему знатный фьеф, когда королева получит свободу: графство Солето, баронию Кампания и все земли, принадлежавшие Раймонду де Бо де Куртезону, графу Солето, его кузену. Насильственная смерть Джованны разрушила эти планы.
11 апреля 1386 в Авиньоне, в папском дворце Раймонд отпраздновал обручение своей единственной дочери Марии с Жаном де Шалоном, сыном Луи I де Шалона, сира д’Арле и д’Аргёль в Бургундии, и Маргариты Вьеннской. Брак был заключен только когда жених и невеста, состоявшие в четвертой степени родства, получили разрешение от Климента VII, в доме Матильды, графини Женевской, у которой жила принцесса Мария.
Раймонд дал в приданое Оранское княжество с городами Куртезоном, Кондорсе, Жигонда и всеми другими владениями, которые он в будущем получит в наследство от своих братьев или родственников. Жан де Шалон ссудил своему будущему тестю 2500 флоринов под залог замка Куртезон. 24 августа 1388 Раймонд подтвердил это дарение и прибавил даже, что если Мария умрет бездетной, он все равно передаст княжество Жану де Шалону и его наследникам.
Раймонд V умер 10 февраля 1393 в Авиньоне и с ним закончилась Оранская ветвь дома де Бо.

## Семья
1-я жена: Констанция де Триан, дочь Арно де Триана, виконта де Таллар
2-я жена (1358): Жанна Женевская (ум. до 15.02.1389), дочь графа Амедея III Женевского и Матильды Булонской.
Дочь:
- Мария де Бо (ум. 10.1417), принцесса Оранская. Муж (1386): Жан III де Шалон-Арле, сеньор д'Арле